# Beata Bladh
Beata Bladh, född Liljelund 1697 i Vasa, död 2 juni 1754 i Vasa, var en finländsk företagare och redare. Hon skötte Bladhs handelshus i Vasa 1737-1754. 
Hon var dotter till affärsmannen Hans Liljelund, och tillhörde en släkt av skeppsredare i staden. Hon gifte sig med Johan Bladh d.ä. med vilken hon fick tretton barn. Efter makens död 1737 övertog hon hans verksamhet. Hon exporterade tjära, beck, fisk, humle till Stockholm och importerade salt, korn, järn, tobak, hampa, lin, vin, kryddor och prydnadssaker. Hon fick 1740 privilegium på en tobaksfabrik som sedan ärvdes inom släkten.